# Wolbórka
Die Wolbórka ist ein linker Zufluss der Pilica in der Woiwodschaft Łódź in Polen. Sie gehört damit dem Flusssystem der Weichsel an.

## Geografie

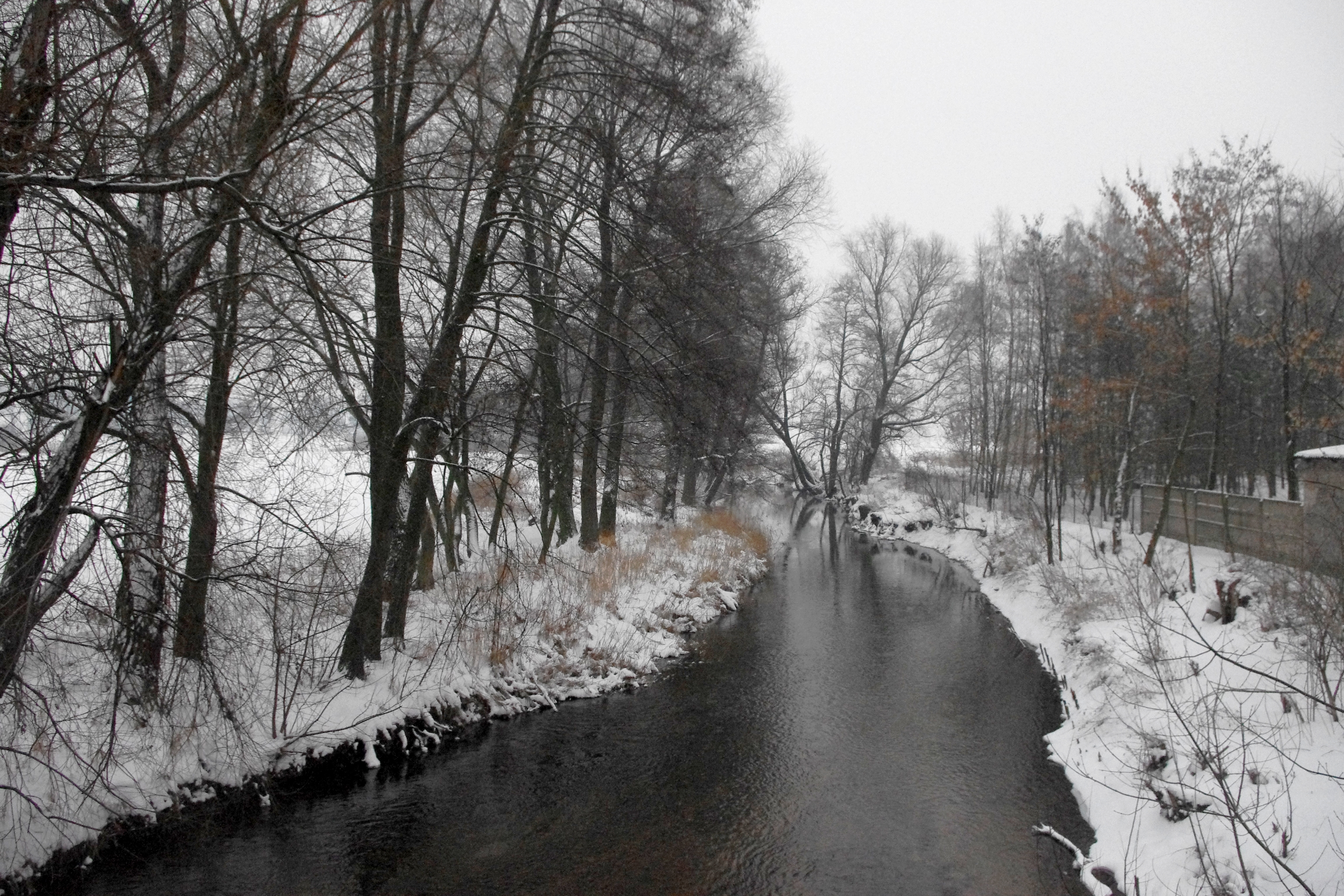
Die Wolbórka von der Brücke in Wolbórz

Die Wolbórka entspringt in der Nähe der Droga krajowa 1 bei der Kleinstadt Tuszyn südöstlich von Łódź, verläuft in generell östlicher Richtung, dabei einen Bogen nach Süden beschreibend, und mündet nach einem Lauf über 48,8 Kilometer bei der Stadt Tomaszów Mazowiecki als linksseitiger Zufluss in die Pilica. Ihr Einzugsgebiet wird mit 941 km² angegeben.

## Zuflüsse
Linke Zuflüsse sind die Trzebinka, die Miazga, die Łaznówka und die Czarna (ein in Polen häufiger Gewässername).
Rechte Zuflüsse sind die Pobocznica und die Moszczanka.